# Me contro Te - Il film: La vendetta del Signor S
Me contro Te - Il film: La vendetta del Signor S è un film italiano del 2020 diretto da Gianluca Leuzzi.

## Trama
I due youtuber Luì e Sofì sperano di vincere il premio Like Award per i loro video, ma il loro nemico, noto come il Signor S, ha in mente di rubare il premio. Servendosi del proprio assistente, il Professor Cattivius, il Signor S riesce a rapire Luì e Sofì, imprigionandoli nel laboratorio sotterraneo e sostituendoli con due cloni che reclamizzano in video uno slime. Grazie ad esso, il Signor S cercherà di diventare il padrone del Mondo, annientando le "trote" dei Me contro Te con l'aiuto di Perfidia, la sua assistente.

## Produzione

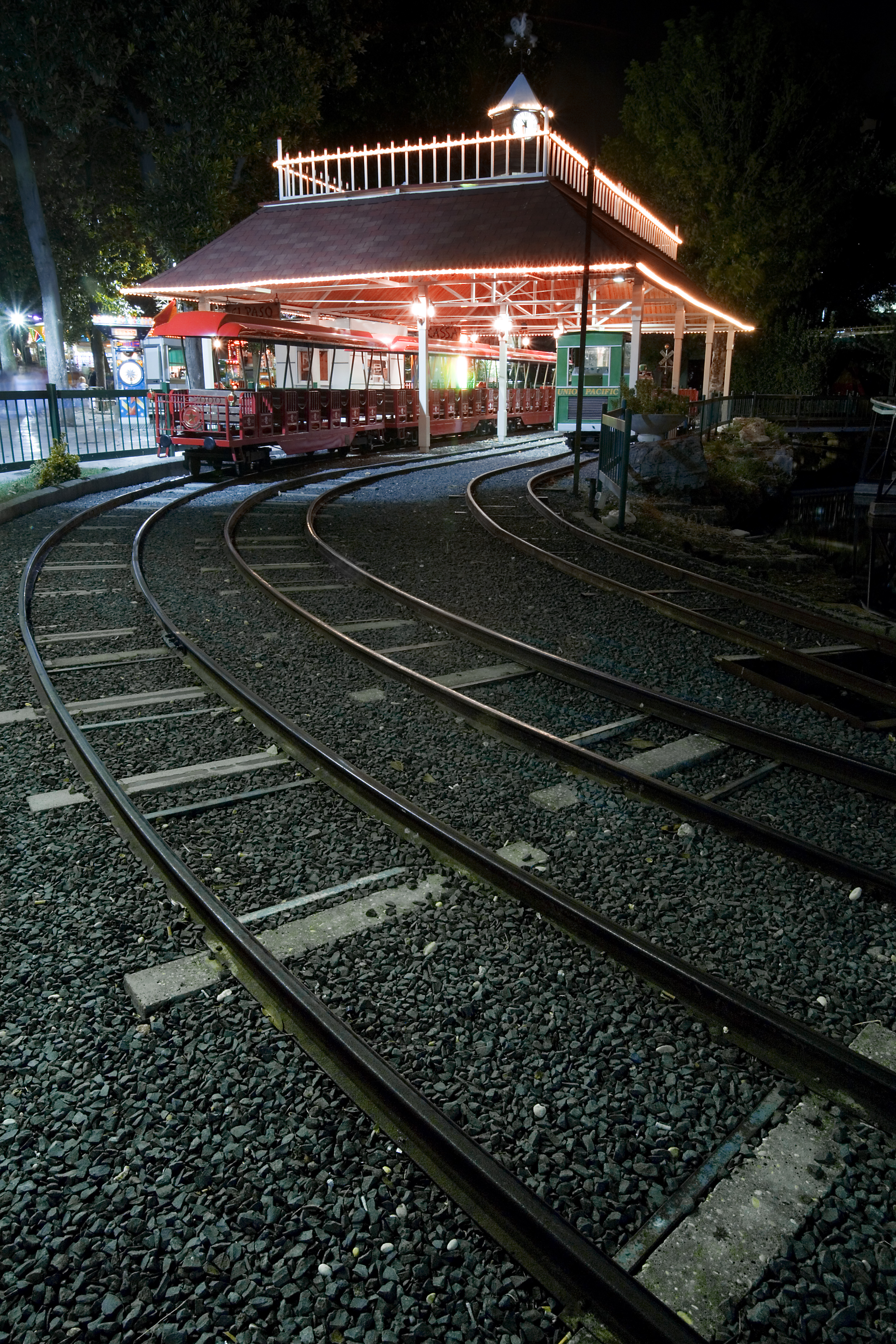
Parte delle riprese si sono svolte al luna park LunEur

Le riprese del film si sono svolte dall'8 ottobre 2019 e sono durate circa quattro settimane; il film è stato girato a Roma e in parte nel luna park LunEur.

## Promozione
Il trailer del film viene diffuso per la prima volta il 27 novembre 2019.

## Distribuzione
Il film, distribuito da Warner Bros. Pictures, è uscito nelle sale cinematografiche italiane il 17 gennaio 2020.
Il film, dal 1º maggio 2020 è disponibile per l’acquisto in digitale su Apple TV, YouTube, Google Play, TIMvision, Chili, Rakuten TV, PlayStation Store, Film e TV Microsoft, mentre dal 14 maggio è disponibile anche per il noleggio su Sky Primafila, Infinity e VVVVID. Dall’11 giugno 2020, è disponibile anche il DVD del film in molte edizioni speciali.

## Accoglienza

### Incassi
Il film, nel weekend di debutto, ha incassato 5 milioni e mezzo di euro, risultato inatteso che lo ha portato in vetta alle classifiche del botteghino (scalzando dal primato Tolo Tolo di Checco Zalone). Il film, inizialmente, doveva essere trasmesso solo in pochi cinema (perlopiù nelle grandi città) e doveva restare in programmazione per tre giorni, ma visto il successo ottenuto è stato diffuso in molte più sale e prolungato per altre settimane. Nel secondo weekend il film ha incassato più di un milione e settecentomila euro, scendendo però al secondo posto della classifica (superato da 1917 di Sam Mendes). Nel terzo, invece, totalizza 500 000 euro piazzandosi settimo nella classifica degli incassi mentre, nel quarto weekend, incassa meno di 200 000 euro scendendo al decimo posto.
In totale il film ha incassato poco più di 9 milioni e mezzo di euro.

### Critica
Paolo Mereghetti, nella sua rubrica per Corriere.it, gli ha assegnato il voto 1, affermando che la trama sia "risibile", che la realizzazione cinematografica è "elementare e imbarazzante" e che il target prescolare e la durata non giustificano comunque la comicità "ingenua e bamboccesca" del film.

## Sequel
Il 17 agosto 2020 il duo annuncia l'inizio delle riprese del nuovo film, Me contro Te - Il film: Il mistero della scuola incantata e pubblicando lo stesso giorno il trailer sul proprio canale YouTube. Il sequel è uscito nelle sale italiane il 18 agosto 2021.